# Serranochromis macrocephalus
Serranochromis macrocephalus är en fiskart som först beskrevs av Boulenger, 1899.  Serranochromis macrocephalus ingår i släktet Serranochromis och familjen Cichlidae. Inga underarter finns listade i Catalogue of Life.
Fisken blir upp till 35 cm lång och den kan väga 1,5 kg. Könsmognaden infaller i genomsnitt vid en längd av 17,5 cm. Den maximala livslängden ligger vid 6 år. Typisk är en ganska lång bröstfena och mörka lodräta strimmor på kroppen. I munnen förekommer stora konformiga tänder. Honans färg varierar mellan olivbrun och gulbrun. Hannar är utanför lektiden blekare med röda nyanser vid mjukstrålarna av rygg-, anal- och stjärtfenan. Under lektiden blir de likaså olivbruna och på huvudets topp finns en violett fläck. Analfenan får äggformiga mönster med vita kanter.
Arten förekommer i sydcentrala Afrika i avrinningsområden av Luapulafloden, inklusive Mwerusjön, av floden Lulua och av floden Kasaï. Utbredningsområdet sträcker sig i syd till norra Namibia och norra Botswana. Fisken vistas i vattendrag med lite eller mycket flöde samt i laguner. I Karibasjön hittas arten ofta nära vattenväxter. Födan utgörs av små fiskar, främst av familjerna Mormyridae och karpfiskar, som jagas vid vattenansamlingens botten samt av insekter som jagas vid ytan. Parningen sker under våren eller tidiga sommaren före regntiden. Honan lägger ett fåtal ägg som förvaras i munnen tills de kläcks. Könsmognade infaller efter 1 eller 2 år. Några exemplar hade dessutom rester av kräftdjur och alger i matsäcken. Honan lägger vanligen 800 ägg per tillfälle och äldre honor kan lägga 1200 ägg.
Av alla fångade fiskar i regionen utgjorde arten under senare 1990-talet 1,5 till 3 procent.
Beståndet hotas regionalt av intensivt fiske. I regionen Katanga medför gruvdrift vattenföroreningar. Hela populationen bedöms som stor. IUCN kategoriserar arten globalt som livskraftig.